# Береговой варан
Берегово́й вара́н (лат. Varanus semiremex) — вид ящериц из семейства варанов.

## Описание

### Внешний вид
Максимальная длина тела с хвостом до 60 сантиметров. Верхняя сторона тела окрашена в серо-коричневый цвет с многочисленными черноватыми пятнами, образующими на спине сетчатый рисунок. Брюхо имеет белую или кремовую окраску. Хвост у основания круглый, последние две трети его сжаты с боков.

### Распространение и места обитания
Водится на побережье и в прилежащей речной системе восточного и северного Квинсленда в Австралии.
Обитает в мангровых зарослях, в эстуариях и на побережьях мелких островов.

### Питание
Кормится рыбой, крабами, насекомыми и ящерицами.